# セントニコラスアビー
セントニコラスアビー（St Nicholas Abbey）はアイルランドで生産された競走馬。おもな勝ち鞍は2009年のレーシングポストトロフィー、2011年のコロネーションカップ、ブリーダーズカップ・ターフ、2012年のコロネーションカップ、2013年のドバイシーマクラシック、コロネーションカップ。

## 経歴

### 2歳（2009年）
デビューはカラ競馬場の芝8ハロン競走で、初陣を白星で飾る。続く2戦目はG2ベレスフォードステークス。中盤で折り合うと、ゴール前で素早く抜け出して勝利。着差こそ3/4馬身ながら、ゴール前では騎手が手綱を緩めるほど余裕の勝利であった。
その後はG1レーシングポストトロフィーへ出走するためイギリスへ渡る。前走同様、中盤で折り合うと、騎手の仕掛けに素早く反応し、ゴールまで残り1ハロン時点で先頭に立つと、後続に3馬身差付けて圧勝した。
これらの勝ちっぷりから、翌年の2000ギニーのアンティポスト（長期前売り）で1番人気に浮上。この年のヨーロッパを席巻したシーザスターズに匹敵する逸材と評され、ブックメーカーが「（シーザスターズと同様に）2000ギニーとダービーステークスの二冠達成」「シーザスターズのレーティングを超える」などを賭けの対象にするほどであった。

### 3歳（2010年）
3歳緒戦は5月1日の2000ギニーに単勝2.0倍の圧倒的1番人気で出走したが、見せ場なくマクフィの6着に敗れた。次走はダービーステークスを予定していたが、筋肉痛により回避し、休養に入る。秋になって復帰を模索したが、コンディションが上向かず、出走を見合わせて翌年に備えることになった。

### 4歳（2011年）
4月3日の準重賞アレッジドステークスで約11カ月ぶりに復帰。断然の1番人気だったが、後方待機も直線で伸びず、勝ち馬から離された3着と完敗した。5月6日のオーモンドステークスでは、差のない中団追走から最後の直線で一度もムチを入れられることなく他馬を突き放し、9馬身差で圧勝。約1年半ぶりの勝利を飾った。6月3日のコロネーションカップではミッデイに1馬身差で勝利し、G1競走2勝目をあげた。続くキングジョージ6世&クイーンエリザベスステークスではナサニエルの3着に敗れる。9月11日のフォワ賞では3番手追走から早めに仕掛たが3着。10月2日の凱旋門賞は伏兵デインドリームの5着に敗れた。アメリカへ渡り、11月5日のブリーダーズカップ・ターフは好位で追走すると、早めに抜けたブリリアントスピードを直線半ばでかわして完勝、G1競走3勝目をあげた。

### 5歳（2012年）
2012年初戦はドバイに遠征し、3月31日のドバイシーマクラシックに出走、道中中団のインで構え直線でシリュスデゼーグルとの激しい一騎討ちになったが1/4馬身差の2着に敗れた。次走5月7日のムーアズブリッジステークスは1番人気だったが、2着に敗れた。その後6月2日のコロネーションカップに出走し同競走の2連覇を達成した。続くキングジョージ6世&クイーンエリザベスステークスとインターナショナルステークス、アイリッシュチャンピオンステークスはいずれも3着となった。

### 6歳（2013年）以降
2013年も初戦は前年同様ドバイに遠征し、3月30日のドバイシーマクラシックに出走。先行集団から直線で早めに抜け出し、前年の日本の年度代表馬であるジェンティルドンナの追撃を振り切って優勝。続いて6月1日のコロネーションカップに出走して優勝、100年を超える歴史を持つ同レースで史上初の3連覇を達成した。その後は7月27日のキングジョージ6世&クイーンエリザベスステークスを目標とし、大手ブックメーカーによる前売りオッズでも1番人気に推されていたが、直前の7月23日早朝の調教中に重度の故障を発症したため、現役を引退することが所有するクールモアグループによって発表された。その後治療を行っていたが、10月に蹄葉炎を併発。2014年1月14日、重度の疝痛を発症したため治療を断念、安楽死の処置が取られた。

### 競走成績
| 競走日         | 競馬場             | 競走名             | 格 | 距離       | 着順 | 着差       | 騎手           | 1着馬（2着馬）        |
| -------------- | ------------------ | ------------------ | -- | ---------- | ---- | ---------- | -------------- | --------------------- |
| 2009年08月16日 | カラ               | 未勝利             |    | 芝8f       | 1着  | 4馬身      | J.ムルタ       | （Saajidah）          |
| 2009年09月27日 | カラ               | ベレスフォードS    | G2 | 芝8f       | 1着  | 3/4馬身    | J.ムルタ       | （Layali Al Andalus） |
| 2009年10月24日 | ドンカスター       | レーシングポストT  | G1 | 芝8f       | 1着  | 3 3/4馬身  | J.ムルタ       | （Elusive Pimpernel） |
| 2010年05月01日 | ニューマーケット   | 2000ギニー         | G1 | 芝8f       | 6着  | 3 1/4馬身  | J.ムルタ       | Makfi                 |
| 2011年04月03日 | カラ               | アレッジドS        | L  | 芝10f      | 3着  | 6 1/2馬身  | S.ヘファーマン | Unaccompanied         |
| 2011年05月06日 | チェスター         | オーモンドS        | G3 | 芝13 1/2f  | 1着  | 9馬身      | R.ムーア       | （Allied Powers）     |
| 2011年06月03日 | エプソム           | コロネーションC    | G1 | 芝12f 10yd | 1着  | 1馬身      | R.ムーア       | （Midday）            |
| 2011年07月23日 | アスコット         | KGVI&QES           | G1 | 芝12f      | 3着  | 5馬身      | J.オブライエン | Nathaniel             |
| 2011年09月11日 | ロンシャン         | フォア賞           | G2 | 芝2400m    | 3着  | 2 3/4馬身  | C.スミヨン     | Sarafina              |
| 2011年10月02日 | ロンシャン         | 凱旋門賞           | G1 | 芝2400m    | 5着  | 6馬身      | J.オブライエン | Danedream             |
| 2011年11月05日 | チャーチルダウンズ | BCターフ           | G1 | 芝12f      | 1着  | 2 1/4馬身  | J.オブライエン | （Sea Moon）          |
| 2012年03月31日 | メイダン           | ドバイSC           | G1 | 芝2410m    | 2着  | クビ       | J.オブライエン | Cirrus des Aigles     |
| 2012年05月07日 | カラ               | ムーアズブリッジＳ | G3 | 芝10f      | 2着  | 1馬身      | J.オブライエン | Windsor Palace        |
| 2012年06月02日 | エプソム           | コロネーションC    | G1 | 芝12f 10yd | 1着  | 4 1/2馬身  | J.オブライエン | （Red Cadeaux）       |
| 2012年07月21日 | アスコット         | KGVI&QES           | G1 | 芝12f      | 3着  | 1 1/2馬身  | J.オブライエン | Danedream             |
| 2012年08月22日 | ヨーク             | 英国際S            | G1 | 芝10f 88yd | 3着  | 7馬身      | J.オブライエン | Frankel               |
| 2012年09月08日 | レパーズタウン     | 愛チャンピオンS    | G1 | 芝10f      | 3着  | 2馬身      | J.オブライエン | Snow Fairy            |
| 2012年10月07日 | ロンシャン         | 凱旋門賞           | G1 | 芝2400m    | 11着 | 15 1/2馬身 | J.オブライエン | Solemia               |
| 2012年11月03日 | サンタアニタ       | BCターフ           | G1 | 芝12f      | 3着  | 1 1/4馬身  | J.オブライエン | Little Mike           |
| 2013年03月30日 | メイダン           | ドバイSC           | G1 | 芝2410m    | 1着  | 2 1/4馬身  | J.オブライエン | （Gentildonna）       |
| 2013年06月01日 | エプソム           | コロネーションC    | G1 | 芝12f 10y  | 1着  | 3 3/4馬身  | J.オブライエン | （Dunaden）           |